# Смаильское сельское поселение
Смаильское се́льское поселе́ние — муниципальное образование в Балтасинском районе Татарстана Российской Федерации.
Административный центр — деревня Смаиль.

## История
Статус и границы сельского поселения установлены Законом Республики Татарстан от 31 января 2005 года № 49-ЗРТ «Об установлении границ территорий и статусе муниципального образования "Балтасинский муниципальный район" и муниципальных образований в его составе».

## Население
| 2010 | 2011  | 2012 | 2013 | 2014 | 2015 | 2016 |
| ---- | ----- | ---- | ---- | ---- | ---- | ---- |
| 1003 | ↘1002 | ↘995 | ↘982 | ↘971 | ↘960 | ↗966 |
| 2017 | 2018  |      |      |      |      |      |
| ↘955 | ↗968  |      |      |      |      |      |

## Состав сельского поселения
| № | Населённый пункт | Тип населённого пункта          | Население |
| - | ---------------- | ------------------------------- | --------- |
| 1 | Сизнер           | деревня                         |           |
| 2 | Смаиль           | деревня, административный центр |           |